# Symarip
Symarip (também conhecidos como The Pyramids, The Bees, Seven Letters e Zubaba) foi uma banda de ska e reggae do Reino Unido, formada no final dos anos 1960's.

## História
Frank Pitter e Michael Thomas fundaram a banda com o nome de The Bees. Algum tempo depois mudaram o nome para Simaryp, que é um anagrama da palavra pyramids.
Com todos os seus membros eram de descendência jamaicana, o Symarip foi uma das primeiras bandas a ser rotulada como skinhead reggae, pois seu público-alvo eram os skinheads ingleses do final dos anos 60. Seus "hits" incluiam músicas como  "Skinhead Girl", "Skinhead Jamboree" e "Skinhead Moonstomp", essa baseada na música "Moon Hop" de Derrick Morgan.
A banda mudou-se para a Alemanha em 1971 tocando afro rock e reggae sob o nome de Zubaba. Em 1980, o álbum Skinhead Moonstomp foi relançado durante a "segunda onda do ska" e alcançou as paradas britânicas pela primeira vez.
A banda separou-se oficialmente em 1985, após gravar o álbum Drunk & Disorderly sob o nome de The Pyramids. O álbum foi gravado pela Ariola Records e produzido por Steve B.
A Trojan Records lançou um álbum-coletânea em 2004 com um novo single, "Back From the Moon", gravado por dois integrantes da formação original, Monty Neysmith e Roy Ellis.
Em 2005, Neysmith e Ellis tocaram juntos no Club Ska na Inglaterra, e a gravação do concerto foi lançada pela Moon Ska Records no álbum Symarip - Live at Club Ska.
Roy Ellys, sob o nome de Mr. Symarip', lança o álbum The Skinheads Dem a Come em 2006 eo EP Shine, Shine, Shine em 2008.
Em Abril de 2008, tocaram no Ska Splash Festival em Lincolnshire sob o nome de Symarip, e também nos festivais Endorse-It e Fordham.
Pitter e Thomas tocam atualmente em uma banda diferente com o nome de Symarip/Pyramids. Estão fazendo a turnê Back From the Moon Tour 2008-2009 com o The Pioneers.

## Discografia parcial

### Álbuns de estúdio
- The Pyramids - The Pyramids - President - PTL-1021 (1969)
- Symarip - Skinhead Moonstomp - Trojan - TBL-102 (1970)
- Simaryp - Skinhead Moonstomp - Trojan - TRLS187 (1980)
- The Pyramids - Drunk and Disorderly - Ariola  (1985)

### Coletâneas
- Symarip/The Pyramids/Seven Letters - The Best Of - Trojan TJACD154 (2004)
- Symarip/The Pyramids - Ultimate Collection - Trojan (2009)

### Singles

#### como The Bees (1967)
- Blue Beat BB-386A "Jesse James Rides Again" - 1967
- Blue Beat BB-386B "The Girl in My Dreams" - 1967
- Clmbia Blue Beat DB-101A "Jesse James Rides Again" - 1967
- Clmbia Blue Beat DB-101B "The Girl in My Dreams" - 1967
- Clmbia Blue Beat DB-111A "Prisoner from Alcatraz" - 1967
- Clmbia Blue Beat DB-111B "The Ska's The Limit" - 1967

#### como The Pyramids (1967-1969)
- President PT-161A "Train Tour To Rainbow City" 1967
- President PT-161B "John Chewey" 1967
- President PT-177A "Wedding in Peyton Place" 1968
- President PT-177B "Girls, Girls, Girls" 1968
- President PT-195A "All Change on the Bakerloo Line" 1968
- President PT-195B "Playing Games" 1968
- President PT-206A "Mexican Moonlight" 1968
- President PT-206B "Mule" 1968
- President PT-225A "Tisko My Darling" 1968
- President PT-225B "Movement All Around" 1968
- President PT-243A "Do Re Mi" 1969
- President PT-243B "I'm Outnumbered" 1969
- President PT-274A "I'm a Man" 1969
- President PT-274B "Dragonfly" 1969

#### como Symarip (1969)
- Attack ATT-8013A "I'm A Puppet" - 1969
- Attack ATT-8013B "Vindication" - 1969

#### como Seven Letters (1969)
- Doctor Bird DB-1189A "People Get Ready" - 1969
- Doctor Bird DB-1189B "The Fit" - 1969
- Doctor Bird DB-1194A "Please Stay" - 1969
- Doctor Bird DB-1194B "Special Beat" - 1969
- Doctor Bird DB-1195A "Flour Dumpling" - 1969
- Doctor Bird DB-1195B "Equality" - 1969
- Doctor Bird DB-1206A "Mama Me Want Girl" - 1969
- Doctor Bird DB-1206B "Sentry" - 1969
- Doctor Bird DB-1207A "Soul Crash (Soul Serenade)" - 1969
- Doctor Bird DB-1207B "Throw Me Things" - 1969
- Doctor Bird DB-1208A "There Goes My Heart" - 1969
- Doctor Bird DB-1208B "Wish" - 1969
- Doctor Bird DB-1209A "Bam Bam Baji" - 1969
- Doctor Bird DB-1209B "Hold Him Joe" - 1969

#### como Symarip (1969)
- Doctor Bird DB-1306A "Fung Sure" - 1969
- Doctor Bird DB-1306B "Tomorrow at Sundown" - 1969

#### como The Pyramids (1969-1974)
- Doctor Bird DB-1307A "Stay With Him" 1969
- Doctor Bird DB-1307B "Chicken Mary" 1969
- Treasure Isle TI-7050A "Skinhead Moonstomp" 1969
- Treasure Isle TI-7050A "Must Catch A Train" 1969
- Treasure Isle TI-7054A "Parson's Corner" 1970
- Treasure Isle TI-7054A "Redeem" 1970
- Treasure Isle TI-7055A "La Bella Jig" 1970
- Treasure Isle TI-7055A "Holiday By The Sea" 1970
- Attack ATT-8013A "I'm A Puppet" 1970
- Attack ATT-8013B "Vindication" 1970
- Duke DU-80A "Geronimo" 1970
- Duke DU-80B "Feel Alright" 1970
- Trojan TR-7755A "Feel Alright" 1970
- Trojan TR-7755B "Telstar" 1970
- Trojan TR-7770A "To Sir With Love" 1970
- Trojan TR-7770B "Reggae Shuffle" 1970
- Trojan TR-7803A "All For You" 1971
- Trojan TR-7803B "All For You" (version) 1971
- Trojan TR-7814B (1) "Stingo" 1971
- Trojan TR-7814B (2) "Geronimo" 1971
- Creole CR-1003A "Mosquito Bite"
- Creole CR-1003B "Mother's Bath"
- Creole CR-1006A "Can't Leave Now"
- Creole CR-1006B "Teardrops"
- Rhino RNO-129A "Jesse James Rides Again" 1974